# 西パプア共和国

西パプア共和国
Republik Papua Barat

国の標語: Setia, Jujur, Mesra (Malay)
(日本語: "忠誠、正直、愛情")国歌: 我が地パプア

西パプア共和国（インドネシア語: Republik Papua Barat）はニューギニア島西部地域にかつて提唱された、未承認国家。インドネシアが領有主張を行っている地域であり、1963年5月1日以降はインドネシアによる占領下にあり、インドネシア語では西イリアン、イリアンジャヤ、パプアなどの名称で呼ばれている。現在、地域はパプア州、山岳パプア州、中部パプア州、南パプア州、西パプア州、南西パプア州というインドネシアの6つの州になっている。
この構想はバヌアツ、ソロモン諸島の支持を得ており、2010年にはバヌアツ議会で外交政策として西パプア独立の達成を支援することを公式に宣言する「Wantok Blong Yumi Bill」という法案を可決している。また、バヌアツ議会は西パプアに対してメラネシア先鋒グループと太平洋諸島フォーラムでオブザーバー資格の付与要求を提案している。

## 歴史
ニューギニア島西部は1855年以来、オランダ海上帝国の一部、オランダ領東インドの一部として統治されており、オランダ領ニューギニアとして知られていた。第二次世界大戦後、1949年にはインドネシア独立戦争を経てインドネシア連邦共和国が独立し、地域の施政権が譲渡された。その後、オランダの影響が強かった連邦各国は統合されインドネシア共和国となる。オランダは1970年までに周辺地域の植民地経営からも撤退することを計画していたが、ニューギニア島は民族の違いもあるため、インドネシアへの譲渡を拒絶。ニューギニア島では独立に備えた「パプア化」が行われ、パプア義勇軍が結成されるなど紛争状態となっていた。
1961年2月、オランダは知事に助言を行うパプア人代表団体として、ニューギニア議会創設のための選挙を計画した。議会は将来国家のための政治宣言を準備するため、全国委員会を任命した。1961年12月1日、知事所在の議会ビルで明けの明星旗、我が地パプア(Hai Tanahku Papua)、国章、標語の制定式が行われ、国名として西パプアが提案された。オランダ政府は、国旗ではなく地域旗として承認していた旗の名称を除いて、声明を了承した。
これに対し、インドネシアはオランダによるパプア地域分離独立の動きに態度を硬化させ、1961年12月19日に西パプアに侵攻し、占領、やがてパプア紛争となる。紛争の調停にはアメリカ合衆国が乗り出し、1962年8月15日ニューヨーク合意が締結された。これによってニューギニア島西部に西イリアン国際連合保安隊が派遣され、その後、1963年5月1日にインドネシアに統治を移管した。合意では1969年までに地域の統治を自己決定することとされており、インドネシアは1969年にこの地域で自由選択権の行使と呼ばれる選挙が行なわれ、全員合意の下、ニューギニア島西部は併合された。しかしながら、この選挙にはインドネシアが選んだ1,000名程度の人間しか投票できず、その後も紛争が続くきっかけとなった。
1971年7月1日、独立運動自由パプア運動（インドネシア語: Organisasi Papua Merdeka, (OPM)）の指導者セス・ジェフェス・ロームコレムが独立共和国としての西パプア（パプア・バラト）を宣言し、明けの明星旗を国旗とした。
1988年12月14日、トーマス・ワインガイが西パプア住民のメラネシア人アイデンティティーを名に現した西メラネシア共和国を宣言した。西メラネシアの旗には左側に緑地で14の星があり、右側が赤白黒の3色旗となっている旗が紹介された。
2011年10月19日、西パプア国家機関の指導者Forkorus Yaboisembutはオウギバトを国章とする西パプア連邦共和国（インドネシア語: Negara Republik Federal Papua Barat, (NRFPB)）を宣言した。
2014年12月、全西パプア独立運動組織を傘下におさめる組織西パプア統一解放運動（ULMWP）が結成された。
2017年11月9日、OPMの武装派である西パプア国土解放軍（TPN-OPM）が、8日後にインドネシア陸軍が奪還するまでグラスバーグ鉱山近郊のキンバリーとバンティの支配権を握った。

## 関連書籍
- Bertrand, Jaques (1997). "Business as Usual" in Suharto's Indonesia. Asian Survey 37(6):441-452.
- Brad Simpson. Indonesia's 1969 Takeover of West Papua Not by "Free Choice". The National Security Archive, George Washington University.
- 「インドネシア領パプアの苦闘 分離独立運動の背景」井上治著　2013年　株式会社めこん発行 ISBN 978-4-8396-0275-8